# David Kofroň
David Kofroň (* 24. listopad 1998 Nový Jičín) je český hokejista. Hraje na postu útočníka.

## Hráčská kariéra
- 2012-13 HC Trinec U16
- 2013-14 HC Trinec U16, HC Trinec U18
- 2014-15 HC Trinec U18, HC Trinec U20
- 2015-16 HC Trinec U18, HC Trinec U20
- 2016-17 HC Trinec U20
- 2017-18 HC Trinec U20, HC Frýdek-Místek, HC Oceláři Třinec
- 2018-19 HC Frýdek-Místek (střídavé starty), HC Oceláři Třinec
- 2019/2020 HC Oceláři Třinec ELH
- 2020/2021 HC Oceláři Třinec ELH
- 2021/2022 HC Oceláři Třinec ELH
- 2022/2023 HC Energie Karlovy Vary ELH
- 2023/2024 HC Energie Karlovy Vary ELH